# Trương Vân Xuyên
Trương Vân Xuyên (giản thể: 张云川; phồn thể: 張雲川; bính âm: Zhāng Yúnchuān; sinh 8 tháng 10 năm 1946) là kỹ sư, chính khách nước Cộng hòa Nhân dân Trung Hoa. Ông từng là Bí thư Tỉnh ủy tỉnh Hà Bắc, Chủ nhiệm Ủy ban Công nghiệp Khoa học Kỹ thuật Quốc phòng Trung Quốc và Tỉnh trưởng Chính phủ Nhân dân tỉnh Hồ Nam.

## Tiểu sử

### Thân thế
Trương Vân Xuyên là người Hán sinh tháng 10 năm 1946, người Đông Dương, tỉnh Chiết Giang.

### Giáo dục
Tháng 8 năm 1964 đến tháng 7 năm 1969, Trương Vân Xuyên theo học chuyên ngành động cơ đốt trong tàu chiến tại Học viện Kỹ thuật Quân sự Cáp Nhĩ Tân (nay là Đại học Công nghệ Quốc phòng Quốc gia Trung Quốc).
Tháng 2 năm 1986 đến tháng 7 năm 1986, ông theo học lớp cải cách thể chế ở Trường Đảng Trung ương Đảng Cộng sản Trung Quốc.
Tháng 9 đến tháng 12 năm 1994, ông theo học lớp nâng cao cán bộ cấp tỉnh bộ tại Trường Đảng Trung ương Đảng Cộng sản Trung Quốc.

### Sự nghiệp
Trương Vân Xuyên công tác lâu năm tại nhà máy đóng thuyền Giang Châu (6214), tháng 8 năm 1970, ông làm kỹ thuật viên nhà máy đóng thuyền Giang Châu (6214) thuộc Bộ Công nghiệp cơ khí thứ 6 nước Cộng hòa Nhân dân Trung Hoa. Tháng 6 năm 1973, ông gia nhập Đảng Cộng sản Trung Quốc.
Tháng 1 năm 1983, ông được bổ nhiệm làm chỉ huy trưởng sản xuất nhà máy đóng thuyền Giang Châu (6214) của Bộ Công nghiệp cơ khí thứ 6 Trung Quốc.
Tháng 1 năm 1985, ông được bầu làm Ủy viên Ban Thường vụ Thành ủy Cửu Giang kiêm Phó Thị trưởng Chính phủ nhân dân thành phố Cửu Giang, tỉnh Giang Tây.
Tháng 11 năm 1986, ông được bổ nhiệm làm Phó Bí thư Địa ủy địa khu Cám Châu kiêm Chuyên viên Cơ quan hành chính Địa khu Cám Châu, tỉnh Giang Tây.
Tháng 3 năm 1991, ông được bổ nhiệm giữ chức Trợ lý Tỉnh trưởng Chính phủ nhân dân tỉnh Giang Tây, thành viên Ban Cán sự Đảng Chính phủ nhân dân tỉnh Giang Tây kiêm Bí thư Ban Cán sự Đảng ủy ban Kinh tế tỉnh Giang Tây. Tháng 2 năm 1993, ông nhậm chức Phó Tỉnh trưởng Chính phủ nhân dân tỉnh Giang Tây.
Tháng 2 năm 1995, Trương Vân Xuyên được luân chuyển làm Ủy viên Ban Thường vụ Khu ủy Khu tự trị Duy Ngô Nhĩ Tân Cương. Tháng 4 năm 1995, ông kiêm nhiệm chức vụ Phó Chủ tịch Chính phủ nhân dân Khu tự trị Duy Ngô Nhĩ Tân Cương. Tháng 2 năm 1998, ông được bổ nhiệm làm Phó Bí thư Khu ủy Khu tự trị Duy Ngô Nhĩ Tân Cương kiêm Phó Chủ tịch Chính phủ nhân dân Khu tự trị Duy Ngô Nhĩ Tân Cương.
Tháng 8 năm 1999, Trương Vân Xuyên được điều về Hồ Nam, một tỉnh nằm ở khu vực trung-nam của Trung Quốc, nhậm chức Phó Bí thư Tỉnh ủy Hồ Nam. Tháng 10 năm 1999, ông kiêm nhiệm chức vụ Bí thư Thành ủy Trường Sa, thành phố thủ phủ của tỉnh Hồ Nam.
Tháng 8 năm 2001, ông được bổ nhiệm làm Phó Bí thư Tỉnh ủy Hồ Nam, quyền Tỉnh trưởng Chính phủ Nhân dân tỉnh Hồ Nam. Tháng 2 năm 2002, ông chính thức được bầu giữ chức vụ Tỉnh trưởng Chính phủ nhân dân tỉnh Hồ Nam. Ngày 14 tháng 11 năm 2002, tại phiên bế mạc của Đại hội Đảng Cộng sản Trung Quốc lần thứ 16, Trương Vân Xuyên được bầu làm Ủy viên Ủy ban Trung ương Đảng Cộng sản Trung Quốc khóa XVI.
Tháng 3 năm 2003, Trương Vân Xuyên được điều lên công tác chính phủ trung ương nhậm chức Chủ nhiệm Ủy ban Công nghiệp Khoa học Kỹ thuật Quốc phòng Trung Quốc.
Tháng 8 năm 2007, ông lại được điều về làm Bí thư Tỉnh ủy Hà Bắc kiêm Bí thư thứ nhất Đảng ủy Quân khu tỉnh Hà Bắc. Ngày 21 tháng 10 năm 2007, tại Đại hội Đảng Cộng sản Trung Quốc lần thứ 17, ông được bầu lại là Ủy viên Ủy ban Trung ương Đảng Cộng sản Trung Quốc khóa XVII. Ngày 28 tháng 1 năm 2008, tại hội nghị lần thứ nhất của Đại hội đại biểu nhân dân khóa XI tỉnh Hà Bắc, ông được bầu kiêm nhiệm chức vụ Chủ nhiệm Ủy ban Thường vụ Đại hội đại biểu nhân dân tỉnh Hà Bắc.
Ngày 26 tháng 8 năm 2011, tại hội nghị lần thứ 22 của Ủy ban Thường vụ Đại hội đại biểu Nhân dân toàn quốc khóa XI nhiệm kỳ 2008 đến năm 2013, Trương Vân Xuyên được bổ nhiệm làm Phó Chủ nhiệm Ủy ban bảo vệ Môi trường và Tài nguyên của Đại hội đại biểu Nhân dân toàn quốc (Quốc hội Trung Quốc).
Ngày 28 tháng 8 năm 2011, Ủy ban Trung ương Đảng Cộng sản Trung Quốc quyết định miễn nhiệm chức vụ Ủy viên Tỉnh ủy, Ủy viên Ban Thường vụ Tỉnh ủy và Bí thư Tỉnh ủy Hà Bắc đối với Trương Vân Xuyên, kế nhiệm ông là Bí thư Khu ủy Khu tự trị Tây Tạng Trương Khánh Lê.